# Dendrophryidae
Dendrophryidae una familia de foraminíferos bentónicos de la superfamilia Astrorhizoidea, del suborden Astrorhizina  y del orden Astrorhizida. Su rango cronoestratigráfico abarca desde el Pleistoceno hasta la Actualidad, aunque se ha citado en el Campaniense (Cretácico superior).

## Discusión
Clasificaciones previas rebajaban Dendrophryidae a la categoría de subfamilia y la incluían en la familia Rhabdamminidae, del suborden Textulariina del orden Textulariida.

## Clasificación
Dendrophryidae incluye a los siguientes géneros:
- Subfamilia Dendrophryinae
  - Dendrophrya
  - Psammatodendron
  - Saccodendron
  - Spiculidendron

Otro género considerado en Dendrophryidae es:
- Dendrophryna, aceptado como Psammatodendron